# 吴华东
吴华东（1974年6月—2000年10月15日），是一名中国人民解放军军人，在2000年海南洪水的灾难应对工作中殉職，被海南省军区追認為「革命烈士」。

## 生平
吴华东出身於一個農民家庭，幼時失去父親，令他養成堅強、刻苦的性格。他在1991年12月加入中国人民解放军，後來在1999年6月被調至海南軍區，成為琼山市人民武装部后勤科的人員；吴华东在軍中的訓練表現不俗，他一向以謹慎的態度處理錢財事宜，曾撰寫以反對貪污為題的文章。
2000年10月，持续暴雨令海南省瓊山市一帶出現嚴重的洪災，逾万人因而被困；吴华东也是救災隊伍的一員，他負責把救援船運到受影響地區，曾經在患上重感冒的情況下連續工作逾40小时。10月15日，吴华东把一批救援船运送到新坡镇；交接手续完成後，吴华东準備返回部隊，但他碰巧目睹多名市民被困，便決定直接參與营救受災人士的工作。
吴华东找來了兩艘船，與另外三名人員共同在洪水上穿梭，希望能拯救被困的人；由於現場水流湍急，他把自己的救生衣給了另外一名救災人员。吴华东發現有多名市民被困在屋顶上，但這所房子顯得不太穩定；他爬到屋顶，把被困人士分別送到兩艘船上，再把船上的人送上岸，但另一艘船跟不上，此時天色已黑。吴华东試圖把另一艘船找回來，但他被一条高压电线击倒，因而殉職。

## 追授頭銜
以下列出吴华东殉職後獲追授的荣誉称号：
| 评定或授予机关                         | 荣誉称号                 |
| -------------------------------------- | ------------------------ |
| 中国人民解放军海南省军区               | 革命烈士                 |
| 广东省人民政府和中国共产党广东省委员会 | 2000年广东省防风抗洪英烈 |
| 中国共产主义青年团海南省委员会         | 海南省抢险救灾模范青年   |
| 中国共产主义青年团琼山市委员会         | 琼山市杰出青年           |